# 군인RPG
《군인RPG》는 십박 작가가 네이버 만화에서 매주 일요일에 연재하는 대한민국의 웹툰이다.

## 줄거리
한시라도 빨리 전역하고 싶은 인성 쓰레기 박이병. 김정동에게 분노를 느끼고 탈남을 한다!

## 등장인물
- 박십, 김정금
- 김정동
- 리상총
- 장대중
- 차륙근
- 김칠성
- 최측근
- 최류탄
- 노융통
- 로답(노답)
- 구냥급
- 조해버
- 림슬픔
- 불한당
- 쌈마당
- 無당
- 포도당
- 경로당
- 배당
- 부방국
- 리라또